# Pretzel Logic
Pretzel Logic é o terceiro álbum de estúdio da banda de jazz-rock norte-americana Steely Dan lançado em 20 de fevereiro de 1974 pelo selo ABC Records. Teve boas vendagens após o sucesso de "Rikki Don't Lose That Number", a faixa principal do disco e um dos maiores hits da carreira do grupo.

## Faixas
Todas as faixas são assinadas por Donald Fagen e Walter Becker, exceto onde indicado
1. "Rikki Don't Lose That Number" – 4:30
2. "Night by Night" – 3:36
3. "Any Major Dude Will Tell You" – 3:05
4. "Barrytown" – 3:17
5. "East St. Louis Toodle-Oo" (Duke Ellington, Bubber Miley) – 2:45
6. "Parker's Band" – 2:36
7. "Through with Buzz" – 1:30
8. "Pretzel Logic" – 4:28
9. "With a Gun" – 2:15
10. "Charlie Freak" – 2:41
11. "Monkey in Your Soul" – 2:31